# Benny Blanco
Benjamin Joseph Levin (nascido em 8 de março de 1988), conhecido profissionalmente como Benny Blanco (estilizado como benny blanco), é um produtor musical, compositor e multi-instrumentista estadunidense de Reston, Virgínia. Em 2013, recebeu o Hal David Starlight Award, do Songwriters Hall of Fame, além de ter recebido cinco vezes o BMI Award de Compositor do Ano e tendo sido, em 2017, nomeado Produtor do Ano pelo IHeartRadio Music Awards. Blanco é responsável por mais de 100 milhões de vendas de álbuns mundialmente, e também é fundador de duas gravadoras em colaboração com a Interscope Records, a Mad Love Records e a Friends Keep Secrets.
Em julho de 2018, Blanco lançou, sob o seu próprio nome, a canção "Eastside", em parceria com Halsey e Khalid, que chegou ao primeiro lugar da parada singles britânica.

## Biografia
Nascido na cidade de Reston na Virgínia nos Estados Unidos, Blanco foi inicialmente interessado em rap antes de começar a produzir. Começou a produzir por volta dos 15 anos, sendo instruído na época por Jonathan Shecter, co-fundador da revista The Source, que usou sua primeira produção em uma série pornográfica. Blanco também foi aprendiz do DJ e produtor Disco D, após fazer diversas viagens para Manhattan para negociar com executivos de gravadoras. Em 2007, trabalhou com o rapper Spank Rock, produzindo o seu extended play "Bangers & Cash", o que o levou a conhecer o produtor musical Dr. Luke, que, a partir de então, seria seu mentor.

## Carreira de produção musical
Blanco passou muitos anos trabalhando com Dr. Luke, que o levou a co-produzir e co-compor canções de sucesso como "Circus", de Britney Spears, "Tik Tok", de Kesha e "Dynamite", de Taio Cruz.
Em 2011, Blanco começou a afastar-se da influência de Luke, envolvendo-se com outros produtores, como Max Martin, Shellback e Stargate. Na época, co-compôs e co-produziu a canção "Moves Like Jagger", da banda Maroon 5 em colaboração com Christina Aguilera, tendo participado posteriormente da produção do álbum "Overexposed", da mesma banda.
Em 2012, Blanco trabalhou na canção "Diamonds" de Rihanna, junto com Sia e a dupla Stargate. A canção atingiu a primeira posição do Billboard Hot 100 dos Estados Unidos, tornando-se o décimo-segundo trabalho da cantora a conseguir tal feito, e o décimo-quarto de Blanco. No mesmo ano, trabalhou em canções do álbum Femme Fatale, de Britney Spears.
Em 13 de junho de 2013, Blanco recebeu o Hal David Starlight Award, do Songwriters Hall of Fame, uma honra concedida a novos artistas que já impressionaram a indústria musical. Na ocasião, Blanco brincou em seu discurso: "eles escolheram a pessoa errada, estou numa sala com pessoas para quem eu deveria provavelmente estar servindo comida"
Entre 2014 e 2015, produziu canções para diversos artistas, dentre os quais Maroon 5, Iggy Azalea, Ariana Grande, Ed Sheeran, Charli XCX, Justin Bieber e Selena Gomez. Seu trabalho com Gomez, "Same Old Love", atingiu a quinta posição do Billboard Hot 100.
Entre 2016 e 2017, envolveu-se em projetos de artistas como The Weeknd, Cashmere Cat, Major Lazer, Ed Sheeran, Julia Michaels e Halsey, tendo sido indicado ao Grammy de Canção do Ano pelo seu trabalho com Michaels. Os álbuns "Starboy", de The Weeknd e "÷", de Sheeran, nos quais Blanco esteve envolvido, receberam respectivamente os prêmos de Melhor Álbum Urbano Contemporâneo e Melhor Álbum Pop Vocal no Grammy Awards de 2018. A canção "Cold Water", do grupo Major Lazer em parceria com Justin Bieber e MØ, na qual Blanco é creditado como produtor, atingiu a segunda posição do Billboard Hot 100.
Em 2018, Blanco lançou o seu primeiro single, "Eastside", em parceria com Halsey e Khalid, que atingiu a primeira posição da parada de singles britânica. Além disso, esteve envolvido nos projetos de Kanye West, KIDS SEE GHOSTS, Nas e Lil Dicky, entre outros. Blanco declarou ter intenções de lançar mais materiais musicais sob o seu próprio nome ainda em 2018.

## Discografia

### Álbuns de estúdio
| Título                 | Detalhe do álbum                                                                                                   |
| ---------------------- | --- |
| FRIENDS KEEP SECRETS   | - Lançamento: 7 de dezembro de 2018 - Gravadora: Friends Keep Secrets, Interscope - Formatos: CD, digital download |
| FRIENDS KEEP SECRETS 2 | - Lançamento: 26 de março de 2021 - Gravadora: Friends Keep Secrets, Interscope - Formatos: CD, digital download   |

## Singles

### Como artista principal
| Título                                                                                        | Ano  | Posições em paradas músicais | Posições em paradas músicais | Posições em paradas músicais | Posições em paradas músicais | Posições em paradas músicais | Posições em paradas músicais | Posições em paradas músicais | Posições em paradas músicais | Posições em paradas músicais | Posições em paradas músicais | Certificações                                                                                              | Álbum                  |
| Título                                                                                        | Ano  | EUA                          | AUS                          | AUT                          | BEL                          | FRA                          | ALE                          | HOL                          | SUE                          | SUI                          | UK                           | Certificações                                                                                              | Álbum                  |
| --------------------------------------------------------------------------------------------- | ---- | ---------------------------- | ---------------------------- | ---------------------------- | ---------------------------- | ---------------------------- | ---------------------------- | ---------------------------- | ---------------------------- | ---------------------------- | ---------------------------- | --- | ---------------------- |
| "Eastside" (with Halsey and Khalid)                                                           | 2018 | 9                            | 2                            | 12                           | 28                           | 97                           | 15                           | 21                           | 7                            | 22                           | 1                            | - RIAA: 4× Platina - ARIA: 5× Platina - BPI: 2× Platina - GLF: Platina - MC: 5× Platina - RMNZ: 3× Platina | FRIENDS KEEP SECRETS   |
| "I Found You" (with Calvin Harris)                                                            | 2018 | —                            | —                            | —                            | 12                           | —                            | —                            | —                            | 86                           | —                            | 29                           | - BPI: Prata                                                                                               | FRIENDS KEEP SECRETS   |
| "Roses" (with Juice Wrld featuring Brendon Urie)                                              | 2018 | 85                           | —                            | —                            | 27                           | —                            | —                            | —                            | —                            | —                            | —                            | - RIAA: Ouro - BPI: Prata - MC: Platina                                                                    | FRIENDS KEEP SECRETS   |
| "I Can't Get Enough" (with Tainy, Selena Gomez and J Balvin)                                  | 2019 | 66                           | 43                           | 38                           | 39                           | 91                           | 53                           | 86                           | 53                           | 28                           | 42                           | - RIAA: Ouro - MC: Platina                                                                                 | Non-album single       |
| "Graduation" (with Juice Wrld)                                                                | 2019 | —                            | —                            | —                            | —                            | —                            | —                            | —                            | —                            | —                            | 88                           | - RIAA: Platina                                                                                            | FRIENDS KEEP SECRETS 2 |
| "Lonely" (with Justin Bieber)                                                                 | 2020 | 12                           | 11                           | 7                            | 6                            | 35                           | 9                            | 2                            | 9                            | 5                            | 17                           | - RIAA: Platina - ARIA: Platina - BPI: Prata - MC: 2× Platina                                              | FRIENDS KEEP SECRETS 2 |
| "Real Shit" (with Juice Wrld)                                                                 | 2020 | 72                           | —                            | —                            | 34                           | —                            | —                            | —                            | —                            | —                            | 75                           | | FRIENDS KEEP SECRETS 2 |
| "You" (with Marshmello and Vance Joy)                                                         | 2021 | —                            | —                            | —                            | 3                            | —                            | —                            | —                            | 38                           | —                            | —                            | | FRIENDS KEEP SECRETS 2 |
| "Bad Decisions" (with BTS and Snoop Dogg)                                                     | 2022 | 10                           | 31                           | —                            | —                            | 177                          | 89                           | —                            | —                            | 76                           | 53                           | | Non-album singles      |
| "Lace It" (with Juice Wrld and Eminem)                                                        | 2023 | 85                           | —                            | —                            | —                            | —                            | —                            | —                            | —                            | —                            | 95                           | | Non-album singles      |
| "—" indica que a gravação não foi incluída nas paradas ou não foi distribuída naquela região. |      |                              |                              |                              |                              |                              |                              |                              |                              |                              |                              | |                        |

## Produção
| Ano  | Título                                                    | Álbum                                           | Compositor | Produtor |
| ---- | --------------------------------------------------------- | ----------------------------------------------- | ---------- | -------- |
| 2007 | "Send Some Shooters"                                      | Hell Rell – Eat With Me Or Eat A Box Of Bullets |            |          |
| 2007 | "Shake That"                                              | Spank Rock – Bangers & Cash                     |            |          |
| 2007 | "B-O-O-T-A-Y"                                             | Spank Rock – Bangers & Cash                     |            |          |
| 2007 | "Pu$$y"                                                   | Spank Rock – Bangers & Cash                     |            |          |
| 2007 | "Bitch!"                                                  | Spank Rock – Bangers & Cash                     |            |          |
| 2007 | "Loose"                                                   | Spank Rock – Bangers & Cash                     |            |          |
| 2008 | "Circus"                                                  | Britney Spears - Circus                         |            |          |
| 2008 | "Shattered Glass"                                         | Britney Spears - Circus                         |            |          |
| 2008 | "Lace and Leather"                                        | Britney Spears - Circus                         |            |          |
| 2008 | "Broken Pieces"                                           | Lil Mama – Voice of the Young People            |            |          |
| 2008 | "Hot n Cold"                                              | Katy Perry - One of the Boys                    |            |          |
| 2008 | "I Kissed a Girl"                                         | Katy Perry - One of the Boys                    |            |          |
| 2008 | "Don't Ask Why"                                           | Vanessa Hudgens - Identified                    |            |          |
| 2008 | "Amazed"                                                  | Vanessa Hudgens - Identified                    |            |          |
| 2008 | "Set It Off"                                              | Vanessa Hudgens - Identified                    |            |          |
| 2008 | "Identified"                                              | Vanessa Hudgens - Identified                    |            |          |
| 2009 | "Watch You Go"                                            | Jordin Sparks - Battlefield                     |            |          |
| 2009 | "Tell Me What Your Name Is"                               | Ciara – Fantasy Ride                            |            |          |
| 2009 | "Dollhouse"                                               | Priscilla Renea – Jukebox                       |            |          |
| 2009 | "Touch Me"                                                | Flo Rida – R.O.O.T.S.                           |            |          |
| 2009 | "Don't Trust Me"                                          | 3OH!3 – Want                                    |            |          |
| 2009 | "Rich Man"                                                | 3OH!3 – Want                                    |            |          |
| 2009 | "So Human"                                                | Lady Sovereign – Jigsaw                         |            |          |
| 2009 | "Pennies"                                                 | Lady Sovereign – Jigsaw                         |            |          |
| 2009 | "Stupid Love Letter"                                      | Friday Night Boys – Off The Deep End            |            |          |
| 2010 | "Dynamite"                                                | Taio Cruz – Rokstarr                            |            |          |
| 2010 | "Eenie Meenie"                                            | Justin Bieber & Sean Kingston – My World 2.0    |            |          |
| 2010 | "Blah Blah Blah"                                          | Kesha – Animal                                  |            |          |
| 2010 | "Tik Tok"                                                 | Kesha – Animal                                  |            |          |
| 2010 | "Party At A Rich Dude's House"                            | Kesha – Animal                                  |            |          |
| 2010 | Dancing With Tears In My Eyes"                            | Kesha – Animal                                  |            |          |
| 2010 | "Blind"                                                   | Kesha – Animal                                  |            |          |
| 2010 | "Your Love Is My Drug"                                    | Kesha – Animal                                  |            |          |
| 2010 | "Somebody to Love [Remix]"                                | Justin Bieber & Usher – Versus                  |            |          |
| 2010 | "California Gurls"                                        | Katy Perry - Teenage Dream                      |            |          |
| 2010 | "Teenage Dream"                                           | Katy Perry - Teenage Dream                      |            |          |
| 2010 | "My First Kiss"                                           | 3OH!3 - Streets of Gold                         |            |          |
| 2010 | "Streets of Gold"                                         | 3OH!3 - Streets of Gold                         |            |          |
| 2010 | "Double Vision"                                           | 3OH!3 - Streets of Gold                         |            |          |
| 2010 | "Please Don't Go"                                         | Mike Posner - 31 Minutes to Takeoff             |            |          |
| 2010 | "Cheated"                                                 | Mike Posner - 31 Minutes to Takeoff             |            |          |
| 2010 | "We R Who We R"                                           | Kesha - Cannibal                                |            |          |
| 2010 | "Sleazy"                                                  | Kesha - Cannibal                                |            |          |
| 2010 | "Blow"                                                    | Kesha - Cannibal                                |            |          |
| 2010 | "Grow A Pear"                                             | Kesha - Cannibal                                |            |          |
| 2010 | "Who Dat Girl"                                            | Flo Rida - Only One Flo (Part 1)                |            |          |
| 2011 | "Get Over U"                                              | Neon Hitch - Beg Borrow and Steal               |            |          |
| 2011 | "Bad Dog"                                                 | Neon Hitch - Beg Borrow and Steal               |            |          |
| 2011 | "Silly Girl"                                              | Neon Hitch - Beg Borrow and Steal               |            |          |
| 2011 | "(Drop Dead) Beautiful"                                   | Britney Spears - Femme Fatale                   |            |          |
| 2011 | "Gasoline"                                                | Britney Spears - Femme Fatale                   |            |          |
| 2011 | "No Sleep"                                                | Wiz Khalifa - Rolling Papers                    |            |          |
| 2011 | "Stereo Hearts"                                           | Gym Class Heroes - The Papercut Chronicles II   |            |          |
| 2011 | "Ass Back Home"                                           | Gym Class Heroes - The Papercut Chronicles II   |            |          |
| 2011 | "Moves Like Jagger"                                       | Maroon 5 - Hands All Over                       |            |          |
| 2011 | "Come N Go"                                               | Pitbull - Planet Pit                            |            |          |
| 2011 | "She Doesn't Mind"                                        | Sean Paul                                       |            |          |
| 2014 | "This Moment"                                             | Katy Perry — Prism                              |            |          |
| 2014 | "It Takes Two"                                            | Katy Perry — Prism                              |            |          |
| 2015 | "Kill Em with Kindness"                                   | Selena Gomez — Revival                          | Sim        | Sim      |
| 2015 | "Same Old Love"                                           | Selena Gomez — Revival                          | Sim        | Sim      |
| 2015 | "When Love Hurts"                                         | JoJo — III                                      | Sim        | Sim      |
| 2015 | "R.I.P. 2 My Youth"                                       | The Neighbourhood — Wiped Out!                  | Sim        | Sim      |
| 2015 | "Fire and the Flood"                                      | Vance Joy — Dream Your Life Away                | Sim        | Sim      |
| 2015 | "Straight Into Your Arms"                                 | Vance Joy — Dream Your Life Away                | Sim        | Sim      |
| 2015 | "...goingtohell"                                          | Miguel — Wildheart                              | Sim        | Sim      |
| 2015 | "Love Yourself"                                           | Justin Bieber — Purpose                         | Sim        | Sim      |
| 2015 | "Sitting Pretty" ft. Wiz Khalifa                          | Ty Dolla $ign — Free TC                         | Sim        | Sim      |
| 2016 | "Luv"                                                     | Tory Lanez — I Told You                         | Sim        | Sim      |
| 2016 | "Cold Water" ft. Justin Bieber e MØ                       | Major Lazer — Music is the Weapon               | Sim        | Sim      |
| 2016 | "Run Up" ft. PARTYNEXTDOOR e Nicki Minaj                  | Major Lazer — Music is the Weapon               | Sim        | Sim      |
| 2016 | "See Her Out (That's Just Life)"                          | Francis and the Lights — Farewell, Starlite!    | Sim        | Sim      |
| 2016 | "Comeback"                                                | Francis and the Lights — Farewell, Starlite!    | Sim        | Sim      |
| 2016 | "Can't Stay Party"                                        | Francis and the Lights — Farewell, Starlite!    | Sim        | Sim      |
| 2016 | "I Want You to Shake"                                     | Francis and the Lights — Farewell, Starlite!    | Sim        | Sim      |
| 2016 | "May I Have This Dance"                                   | Francis and the Lights — Farewell, Starlite!    | Sim        | Sim      |
| 2016 | "May I Have This Dance (Remix)" ft. Chance the Rapper     | Francis and the Lights — Farewell, Starlite!    | Sim        | Sim      |
| 2016 | "My City's Gone" ft. Kanye West                           | Francis and the Lights — Farewell, Starlite!    | Sim        | Sim      |
| 2016 | "Running Man / Gospel OP1"                                | Francis and the Lights — Farewell, Starlite!    | Sim        | Sim      |
| 2016 | "It's Alright to Cry"                                     | Francis and the Lights — Farewell, Starlite!    | Sim        | Sim      |
| 2016 | "Friends" ft. Bon Iver and Kanye West                     | Francis and the Lights — Farewell, Starlite!    | Sim        | Sim      |
| 2016 | "Thank You"                                               | Francis and the Lights — Farewell, Starlite!    | Sim        | Sim      |
| 2016 | "True Colors"                                             | The Weeknd — Starboy                            | Sim        | Sim      |
| 2016 | "Attention"                                               | The Weeknd — Starboy                            | Sim        | Sim      |
| 2016 | "Don't Wanna Know" ft. Kendrick Lamar                     | Maroon 5                                        | Sim        | Sim      |
| 2016 | "So Long"                                                 | Sam Trocki — Bye Polar                          | Sim        | Sim      |
| 2016 | "Wild Love" ft. The Weeknd Francis and the Lights         | Cashmere Cat — '9                               | Sim        | Sim      |
| 2016 | "Trust Nobody" ft. Selena Gomez e Tory Lanez              | Cashmere Cat — '9                               | Sim        | Sim      |
| 2016 | "Throw Myself a Party" ft. 2 Chainz, Starrah e Tory Lanez | Cashmere Cat                                    | Sim        | Sim      |
| 2017 | "Castle on the Hill"                                      | Ed Sheeran — ÷                                  | Sim        | Sim      |
| 2017 | "Dive"                                                    | Ed Sheeran — ÷                                  | Sim        | Sim      |
| 2017 | "Barcelona"                                               | Ed Sheeran — ÷                                  | Sim        | Sim      |
| 2017 | "Happier"                                                 | Ed Sheeran — ÷                                  | Sim        | Sim      |
| 2017 | "Perfect"                                                 | Ed Sheeran — ÷                                  | Sim        | Sim      |
| 2017 | "Supermarket Flowers"                                     | Ed Sheeran — ÷                                  | Sim        | Sim      |
| 2017 | "Nancy Mulligan"                                          | Ed Sheeran — ÷                                  | Sim        | Sim      |
| 2017 | "Bibia Be Ye Ye"                                          | Ed Sheeran — ÷                                  | Sim        | Sim      |
| 2017 | "New Man"                                                 | Ed Sheeran — ÷                                  | Sim        | Sim      |
| 2017 | "Love"                                                    | Lana Del Rey — Lust for Life                    | Sim        | Sim      |
| 2017 | "Issues"                                                  | Julia Michaels — Nervous System EP              | Sim        | Sim      |
| 2017 | "At My Best" ft. Hailee Steinfeld                         | Machine Gun Kelly — Bloom                       | Sim        | Sim      |
| 2017 | "Now or Never"                                            | Halsey — Hopeless Fountain Kingdom              | Sim        | Sim      |
| 2017 | "Eyes Closed"                                             | Halsey — Hopeless Fountain Kingdom              | Sim        | Sim      |
| 2017 | "Hopeless"                                                | Halsey — Hopeless Fountain Kingdom              | Sim        | Sim      |
| 2017 | "Nights with You"                                         | MØ — por anunciar                               | Sim        | Sim      |
| 2017 | "Night Night" ft. Kehlani                                 | Cashmere Cat — '9                               | Sim        | Sim      |
| 2017 | "Europa Pools" ft. Kacy Hill                              | Cashmere Cat — '9                               | Sim        | Sim      |
| 2017 | "9 (After Coachella)" ft. MØ e SOPHIE                     | Cashmere Cat — '9                               | Sim        | Sim      |
| 2017 | "Quit" ft. Ariana Grande                                  | Cashmere Cat — '9                               | Sim        | Sim      |
| 2017 | "Infinite Stripes" ft. Ty Dolla Sign                      | Cashmere Cat — '9                               | Sim        | Sim      |
| 2017 | "Love Incredible" ft. Camila Cabello                      | Cashmere Cat — '9                               | Sim        | Sim      |
| 2017 | "Plz Don't Go" ft. Jhené Aiko                             | Cashmere Cat — '9                               | Sim        | Sim      |
| 2017 | "Crying in the Club"                                      | Camila Cabello                                  | Sim        | Sim      |
| 2017 | "Lonely Together" ft. Rita Ora                            | Avicii — Avīci (01)                             | Sim        | Sim      |
| 2017 | "Selfish Love"                                            | Jessie Ware — Glasshouse                        | Sim        | Sim      |
| 2017 | "Hearts"                                                  | Jessie Ware — Glasshouse                        | Sim        | Sim      |
| 2017 | "Sam"                                                     | Jessie Ware — Glasshouse                        | Sim        | Sim      |
| 2017 | "Never Call Me" ft. Kurupt                                | Jhené Aiko — Trip                               | Sim        | Sim      |
| 2017 | "Hard to Do"                                              | Gavin James                                     | Sim        | Sim      |
| 2017 | "Just for Us"                                             | Francis and the Lights — Just for Us            | Sim        | Sim      |
| 2017 | "Back in Time"                                            | Francis and the Lights — Just for Us            | Sim        | Sim      |
| 2017 | "I Won't Lie to You"                                      | Francis and the Lights — Just for Us            | Sim        | Sim      |
| 2017 | "Breaking Up"                                             | Francis and the Lights — Just for Us            | Sim        | Sim      |
| 2017 | "Never Go Back"                                           | Francis and the Lights — Just for Us            | Sim        | Sim      |
| 2018 | "Parallel Line"                                           | Keith Urban — Graffiti U                        | Sim        | Sim      |
| 2018 | "Buttcheeks"                                              | 6 Dogs                                          | Sim        | Sim      |
| 2018 | "Hypnotized"                                              | Tory Lanez — Memories Don't Lie                 | Sim        | Sim      |
| 2018 | "Do Not Disturb"                                          | Trill Sammy                                     | Sim        | Sim      |
| 2018 | "Freaky Friday"                                           | Lil Dicky — por anunciar                        | Sim        | Sim      |
| 2018 | "Thru Your Phone"                                         | Cardi B — Invasion of Privacy                   | Sim        | Sim      |
| 2018 | "2002"                                                    | Anne-Marie — Speak Your Mind                    | Sim        | Sim      |
| 2018 | "Black & White"                                           | Juice WRLD — Goodbye & Good Riddance            | Sim        | Sim      |
| 2018 | "I Thought About Killing You"                             | Kanye West — Ye                                 | Sim        | Sim      |
| 2018 | "Ghost Town"                                              | Kanye West — Ye                                 | Sim        | Sim      |
| 2018 | "Feel the Love"                                           | KIDS SEE GHOSTS — KIDS SEE GHOSTS               | Sim        | Sim      |
| 2018 | "Reborn"                                                  | KIDS SEE GHOSTS — KIDS SEE GHOSTS               | Sim        | Sim      |
| 2018 | "Not for Radio"                                           | Nas — NASIR                                     | Sim        | Sim      |
| 2018 | "everything"                                              | Nas — NASIR                                     | Sim        | Sim      |
| 2018 | "Eastside" (with Halsey e Khalid)                         | benny blanco                                    | Sim        | Sim      |

### SinglesTop 10
Os seguintes singles estavam dentro das posições de top dez do Billboard Hot 100, Hot 100 Airplay (Radio Songs) e UK Singles Chart.
- 2008: "I Kissed a Girl" (Katy Perry) #1
- 2008: "Hot n Cold" (Katy Perry) #1
- 2008: "Circus" (Britney Spears) #1
- 2009: "Don't Trust Me" (3OH!3) #1
- 2009: "Tik Tok" (Kesha) #1
- 2010: "Eenie Meenie" (Sean Kingston & Justin Bieber)
- 2010: "Blah Blah Blah" (Kesha)
- 2010: "Your Love Is My Drug" (Kesha) #1
- 2010: "My First Kiss" (3OH!3)
- 2010: "California Gurls" (Katy Perry & Snoop Dogg) #1
- 2010: "Please Don't Go" (Mike Posner)
- 2010: "Dynamite" (Taio Cruz) #1
- 2010: "Teenage Dream" (Katy Perry) #1
- 2010: "We R Who We R" (Kesha) #1
- 2011: "Blow" (Kesha)
- 2011: "No Sleep" (Wiz Khalifa)
- 2011: "Stereo Hearts" (Gym Class Heroes & Adam Levine) #1
- 2011: "Moves Like Jagger" (Maroon 5 & Christina Aguilera) #1
- 2012: "Diamonds"  (Rihanna) #1
- 2015: "Same Old Love" (Selena Gomez)
- 2015: "Love Yourself" (Justin Bieber) #1
- 2016: "Cold Water" (Major Lazer & Justin Bieber and MØ) #1
- 2016: "Luv" (Tory Lanez) #1
- 2016: "Don't Wanna Know" (Maroon 5 & Kendrick Lamar) #1
- 2017: "Castle on the Hill" (Ed Sheeran)
- 2017: "Perfect" (Ed Sheeran) #1
- 2018: "Freaky Friday" (Lil Dicky) #1